# Terayak
Terayak is een bestuurslaag in het regentschap Natuna van de provincie Riau-archipel, Indonesië. Terayak telt 366 inwoners (volkstelling 2010).